# ساشا بوتريا
ساشا بوتريا (بالأوكرانية: Сача Путря) 2 ديسمبر 1977، بولتافا - 24 يناير 1989، بولتافا) كانت فنانة أوكرانية اشتهرت من خلال رسم آلاف الأعمال الفنية قبل وفاتها في سن الحادية عشرة بسبب اللوكيميا.

## السيرة الشخصية
ولدت ساشا (أولكسندرا) بوتريا في 2 ديسمبر 1977 وعاشت في منطقة بولتافا، جمهورية أوكرانيا الاشتراكية السوفياتية. بدأت الرسم في سن الثالثة، وقبل وفاتها في سن الحادية عشرة، كانت قد أنشأت حوالي 2279 لوحة ورسمًا، تم جمع العديد منها ضمن 46 ألبومًا، وهي معروضة في متحف بولتافا للفنون في أوكرانيا.
كان لديها اهتمام كبير بالهند على الرغم من أنها لم تكن هناك من قبل، فقد أحبت هذا البلد وموسيقاه وملابسه وعاداته. توفيت ساشا بوتريا في 24 يناير 1989 بسبب سرطان الدم.